# Maireana pyramidata
Maireana pyramidata là loài thực vật có hoa thuộc họ Dền. Loài này được (Benth.) Paul G. Wilson mô tả khoa học đầu tiên năm 1975.